# Tangub
Tangub é um cidade de  quarta classe de renda da cidade (d) na província Misamis Ocidental, nas Filipinas. De acordo com o censo de 1 de maio  de  2020 possui uma população de 68 389 pessoas e 15 456 domicílios.